# Titābar
Titābar är en ort i Indien.   Den ligger i distriktet Jorhat och delstaten Assam, i den östra delen av landet, 1 700 km öster om huvudstaden New Delhi. Titābar ligger 102 meter över havet och antalet invånare är 7 836.
Terrängen runt Titābar är platt. Runt Titābar är det tätbefolkat, med 442 invånare per kvadratkilometer. Närmaste större samhälle är Mariāni, 12,7 km nordost om Titābar. Omgivningarna runt Titābar är en mosaik av jordbruksmark och naturlig växtlighet.